# Ernst Linko
Ernst Fredrik Linko (14 de julio de 1889, Tampere-28 de enero de 1960, a Helsinki, fue un pianista y compositor finlandés.

## Biografía
Estudió piano en el 1909 con Sigrid Schnéevoigt y Karl Ekman en la Escuela de Música de Helsinki desde el 1909 al 1911.
De 1911 a 1914 estudió composición y teoría musical en Berlín y San Petersburgo, y desde el 1924 hasta el 1925 en París. 
En 1913 dio su primer concierto y después hizo una gira por Europa.
Trabajó de profesor de piano y enseñó en la Academia Sibelius, donde a su vez ejerció de rector desde el 1936 al 1959.
En 1920 hizo una gira de conciertos por los Estados Unidos, junto a Wäinö Sola.
Registró un total de 13 composiciones.
Entre sus estudiantes de piano de Lingo se pueden enumerar a Antti Aarnela, Einar Englund, Meri Louhos, Seppo Nummi i Tauno Äikää.